# ユン・ジョンヒ (1980年生の女優)
ユン・ジョンヒ（ハングル表記：윤정희、1980年12月21日 - ）は、大韓民国の女優。京畿道安養市出身。身長171cm、血液型B型。ミス・コリア出身で、「家門の栄光」（2008年-2009年、SBS）や「神様、お願い」（2005年-2006年、SBS）など、数多くの作品に出演している。

## 出演

### ドラマ
- スクリーン（2003年、SBS） - ソヒョンの先輩社員役
- 神様、お願い（2005年-2006年、SBS） - イ・ジャギョン役
- 幸せな女（2007年、KBS） - イ・ジヨン役
- 家門の栄光（2008年-2009年、SBS） - ハ・ダナ役
- 運命の誘惑（笑ってお母さん）（2010年-2011年、SBS） - カン・シニョン役
- あなただけよ（2011年-2012年、KBS）
- おいしい人生（2012年、SBS） - チャン・スンジュ役
- 約束のない恋（2013年-2014年、JTBC） - キム・ヨンソン役
- 今、別れの途中です（2021年、SBS） -シン・ユジョン 役